# Donnchadh Ó Corráin
Donnchadh Ó Corráin est un historien irlandais né le 28 février 1942 et mort le 25 octobre 2017. Il est spécialiste de l'histoire de l'Irlande antique et médiévale.

## Biographie
Fils d'un paysan et d'une infirmière, Donnchadh Ó Corráin grandit à Groyne, un quartier de Killorglin, dans le comté de Kerry. Il décroche son BA au University College Cork en 1964, puis se spécialise dans l'histoire de l'Irlande au haut Moyen Âge et obtient son MA en 1967.
Donnchadh Ó Corráin enseigne pendant trois ans au University College Dublin avant de retourner à Cork, où se déroule la majeure partie de sa carrière universitaire ultérieure (il enseigne à l'université de Cambridge en 1977 et à l'université de Pennsylvanie en 1978-1979). Il est associate professor à Cork de 1979 à 1999, puis professeur d'histoire médiévale de 1999 à 2007, année où il prend sa retraite. Il reste professeur émérite du University College Cork jusqu'à sa mort.
Donnchadh Ó Corráin est l'auteur de nombreux articles et ouvrages sur ses sujets de prédilection : outre l'histoire irlandaise médiévale, il s'intéresse au droit irlandais, à la littérature irlandaise médiévale, à la codicologie, à la généalogie, à l'étude des Vikings et à l'apport de l'informatique dans les sciences humaines. Il fonde la Medieval Academy of Ireland en 1982 et édite sa revue, Peritia, jusqu'en 2016. Il est également à l'origine du projet CELT (Corpus of Electronic Texts), qui propose sur Internet des versions en XHTML de nombreux textes littéraires et historiques irlandais.

## Récompenses et distinctions
- Membre de l'Académie royale d'Irlande (1982)
- Docteur honoris causa de l'université nationale d'Irlande (1997)

## Quelques publications
- 1972 : Ireland Before the Normans
- 1979 : Women in Irish Society: The Historical Dimension (éditeur, avec Margaret MacCurtain)
- 1981 : Celtic Ireland
- 1981 : Gaelic Personal Names (avec Fidelma Maguire)
- 1981 : Irish Antiquity: Essays and Studies Presented to M. J. O'Kelly (éditeur)
- 1989 : Sages, Saints and Storytellers: Celtic Studies in Honour of James Carney (éditeur)
- 2001 : James Hogan (1898–1963): Revolutionary, Historian and Political Scientist (éditeur)
- 2009 : Medieval Irish Books
- 2010 : The Viking Age: Ireland and the West—Proceedings of the XVth Viking Congress (éditeur, avec John Sheehan)
- 2011 : Ireland 1870-1914: Coercion and Conciliation (éditeur, avec Tomás Ó Riordáin)
- 2017 : The Irish Church, Its Reform and the English Invasion
- 2017 : Clavis Litterarum Hibernensium (3 volumes)